# Lycée franco-mexicain
Pour les articles homonymes, voir LFM.

Logo du LFM

Le Lycée franco-mexicain, ou en espagnol : Liceo Franco-Mexicano A.C. (LFM), est une institution privée d'enseignement, de droit mexicain, située à Mexico avec une antenne dans la ville voisine de Cuernavaca. Il est homologué par le ministère français de l’Éducation nationale et conventionné avec l'Agence pour l'enseignement français à l'étranger.

## Historique et implantations
Le lycée a été créé en 1937 afin que la communauté française du Mexique puisse donner à la fois l'éducation et la culture françaises à leur famille et de rester liés à leur patrie. Depuis lors, l'école a beaucoup évolué et le nombre d'étudiants a considérablement augmenté. L'institution scolaire reçoit chaque année, en majorité des Français, des Mexicains, mais aussi les enfants de nombreux diplomates de partout dans le monde, ainsi que les enfants des travailleurs français expatriés et beaucoup d'autres étudiants venus d'autres pays francophones (Belgique, Suisse, Canada-Québec, Liban, Maghreb, etc.).
Le lycée franco-mexicain est le premier lycée français conventionné du monde en termes d’effectifs avec plus de 3 000, étudiants dans ses deux campus, l'un situé à Polanco et l'autre à Coyoacán.
Il y a également une autre antenne située dans la ville de Cuernavaca, capitale de l'État de Morelos, appelée École Molière de Cuernavaca.

## Enseignement
La scolarité est exclusivement en français (sauf les cours de langues : anglais, espagnol, allemand et italien). L'établissement propose également entre la 3e et la 2de une classe dite "intermédiaire' (CI) à l'attention d'élèves ayant jusque là fait toute leur scolarité dans le système mexicain : en une année scolaire ils apprennent à parler couramment le français et se familiarisent avec le système français et ses attentes.

## Notoriété
Le niveau académique de l'école est très bon et c'est l'une des meilleures écoles de la ville de Mexico.
Les résultats du baccalauréat sont particulièrement élevés, avec 97 % des étudiants ayant réussi l'examen.
Après leurs diplômes, les étudiants suivent plusieurs voies. La majorité sont admis dans les prestigieuses universités du Mexique, mais une bonne partie (près du tiers) suit également des études supérieures dans les universités françaises et les classes préparatoires. Il y a aussi un nombre croissant d'étudiants qui décident d'étudier dans d'autres pays (États-Unis, Suisse, Royaume-Uni, etc.). Beaucoup d'élèves obtiennent des bourses d'excellence pour intégrer les universités.
Le lycée est aussi connu pour son chœur de niveau international, Les Chanteurs du Lycée, fondé en 1992 par sa directrice actuelle, Cristina Stevens

## Architecture
Le Instituto Nacional de Bellas Artes (INBA, Q) a déclaré que le bâtiment original a de la valeur artistique, et la Secretaría de Desarrollo Urbano y Vivienda del Gobierno del Distrito Federal (SEDUVI) a déclaré que le bâtiment original a de la valeur patrimoine.

## Anciens élèves
À l'instar de l'ancien secrétaire aux Relations extérieures du Mexique Jorge Castañeda Gutman et du célèbre historien allemand Friedrich Katz (en), de nombreux artistes, scientifiques, chefs d'entreprises, universitaires et politiciens ont étudié au lycée franco-mexicain.
- Arielle Dombasle[5]
- Jorge Castañeda Gutman[6]
- Elena Poniatowska[7]
- Justo Sierra (en)[8]
- Friedrich Katz (en)[9]
- Thalía[10]

## Anciens enseignants
- Michel Bin[réf. nécessaire] (sciences physiques)